# 岡三沙子
岡 三沙子（おか みさこ、1933年 - ）は、日本の詩人、ノンフィクション作家。

## 略歴
秋田県生まれ、東京都町田市在住。本名・川端みさお。1951年、秋田県立秋田北高等学校卒。1954年、秋田大学教育学部修了。小学校に2年勤務ののち、1956年上京、日本大学芸術学部に編入学。1959年卒業後、新聞記者、コピーライター。1964年、初の詩集『屍』を出版。1992年、日本海中部地震津波遭難児童の遺稿集『岳彦の日記』（編集）で土井晩翠児童賞受賞、2017年、『寡黙な兄のハーモニカ』で日本詩歌句協会・随筆評論賞優秀賞受賞。所属日本詩人クラブ会員、詩誌「日本海詩人会」、短歌誌「埴」同人。

## 著書
- 『屍 詩集』思潮社 1964年
- 『アメリカの裏側では 詩とエッセイ』青磁社 1985年
- 『運命の三叉路 学童津波遭難に揺れた秋田県合川町の十年 ドキュメント』武蔵野書房 1993年
- 『わが禁猟区 岡三沙子詩集』コールサック社 2010年
- 『岡三沙子詩集』（新・日本現代詩文庫） 土曜美術社出版販売 2012年
- 『寡黙な兄のハーモニカ 岡三沙子エッセイ集』コールサック社 2016年

### 編著
- 山上岳彦『岳彦の日記 秋田沖大地震・津波遭難児の遺稿集』編、黒田穣絵 けやき書房 1992年
- 松橋妙子『消えた夏 津波遭難から生還し難病で逝った妙子の病棟日記』編 健友館 1995年